# Сувід

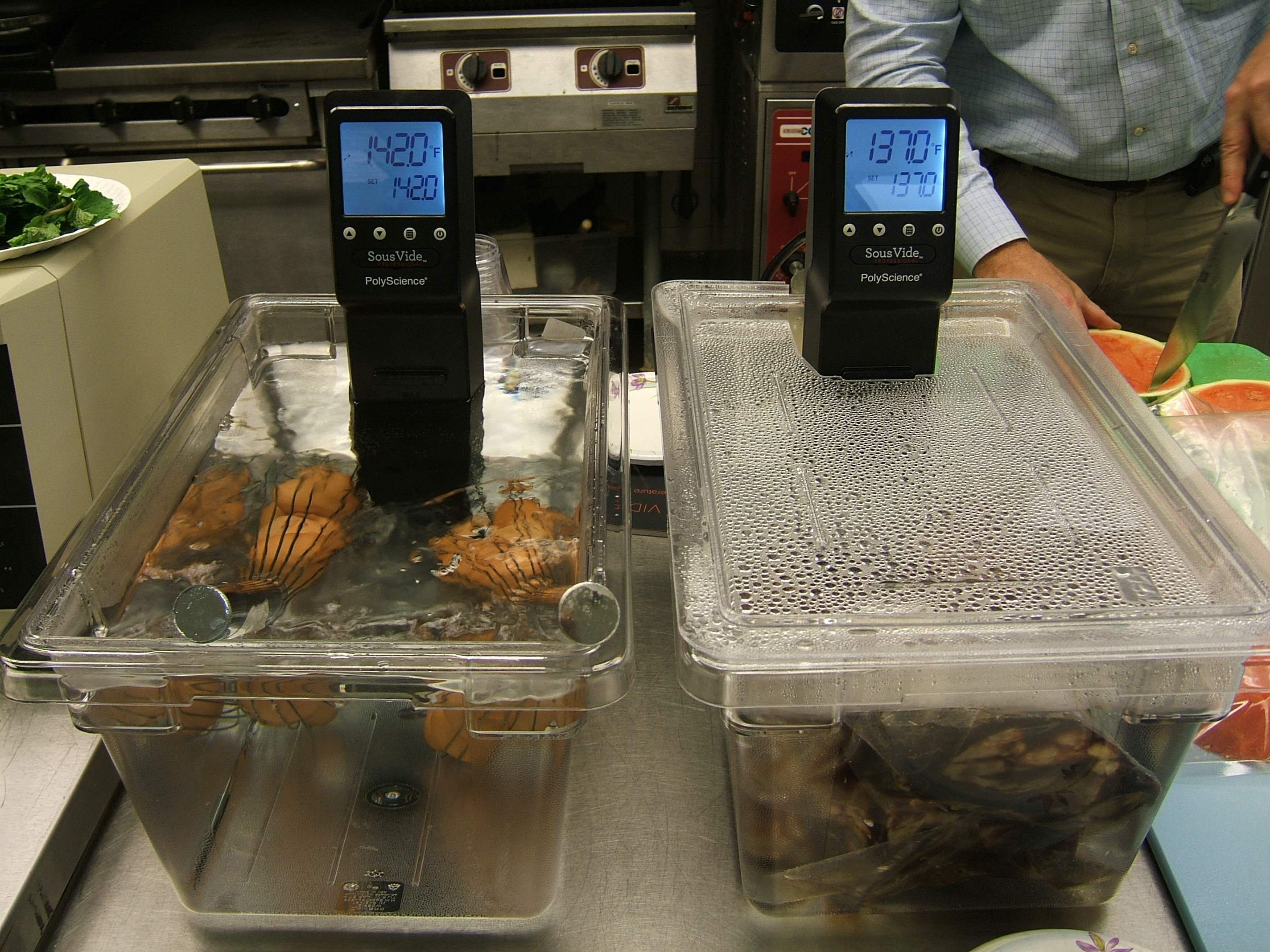
Приготування за допомоги техніки сувід

Суві́д (з фр. sous-vide (МФА: [suːˈviːd]), «під вакуумом») — техніка приготування їжі, різновид пашотування, за якої їжа, запакована під вакуумом в полімерний пакет або скляну банку, готується на водяній або паровій бані  протягом тривалого часу (значно довше ніж час приготування традиційним способом, зазвичай від 1 до 7 годин, а в деяких випадках до 48, або більше) та при суворо контрольованій температурі. Температура значно нижче, ніж зазвичай використовується для приготування їжі, зазвичай близько 55-60 °C для м'яса, та дещо вище для овочів. Намір полягає в тому, щоб готувати продукт рівномірно, гарантуючи, що він буде правильно приготований всередині та не перетриманий зовні, і утримає вологу.

## Історія
Три характеристики сувідного приготування їжі, кожна з яких розроблялась окремо — низькотемпературне приготування їжі;  приготування їжі в ємності, яка запобігає контакту продукту з  теплоносієм; і герметизація ємності з продуктом використовуючи повний або частковий вакуум.
Технологія приготування страв за низької температури вперше була описана Бенджаміном Томпсоном, графом Румфорд в 1799 році. У своїх експериментах, у якості теплоносія, він використовував повітря, намагаючись підсмажити м'ясо за допомоги машини, яку він створив для сушіння картоплі. За його словами, м'ясо було: «не просто їстівними, але відмінно приготованим і, що найдивніше, добре на смак.»
Технологія приготування їжі під вакуумом, з нагріванням або без, була розроблена американськими і французькими інженерами, в середині 1960-х років, як промисловий спосіб консервування харчових продуктів. Як і у випадку Румфорда, дослідники виявили, що приготування продуктів таким способом значно покращує їхній  смак і текстуру. Оскільки цей метод був першим, певний час вакуумне пакування харчових продуктів називали «Cryovacking.» Цей метод, пакування у вакуумі, особливо концентрує аромат фруктів, навіть без теплової обробки.
Метод був використаний Жоржем Пралю (фр. Georges Pralus), французьким шеф-кухарем, в 1974 році в ресторані Труагро (П'єра і Мішеля Труагро) в місті Роан, Франція. Він виявив, що фуа-гра приготована таким способом, зберігає свій первісний вигляд, не втрачає надмірно жир і має кращу текстуру. Ще одним піонером в технології сувід став Бруно Гуссо (фр. Bruno Goussault), З 1989 року він був головним науковцем в  Cuisine Solutions, компанії виробнику харчових продуктів, що в Олександрії, штат Вірджинія. Компанія проводила дослідження впливу температури на різні продукти харчування і стала відомою готуючи топових кухарів у цій технології. Він визначив параметри часу і температури приготування  для різних продуктів. Гуссо і Пралюс самостійно працювали над розвитком технології сувід в 1970-х роках, і зрештою стали колегами. Саме Гуссо став піонером поєднання вакуумного пакування з низькою температурою приготування. Пралюс, вважається батьком сучасної технології сувід, приготуванні при більш високих температурах.

## Істотні особливості
Герметичне пакування харчових продуктів у міцні полімерні пакети зберігає сік і аромат, які в іншому випадку, будуть втрачені в процесі приготування.
Приготування їжу на водяній бані при температурі, що дорівнює кінцевій температурі страви, перешкоджає пригоранню, тому що їжа не може нагрітись вище, ніж водяна баня. У звичайному високо-температурному приготуванні, такому як запікання в печі або смаження на грилі, їжа піддається впливу температур, які набагато вищі, аніж бажана температура всередині продукту і тому продукт повинен бути вилучений з високої температури до досягнення бажаної температури всередині. Якщо їжу знімають з вогню занадто пізно, вона буде пересмажена, а якщо занадто рано — напівготова. В результаті точного контролю температури у водяній бані і той факт, що температура водяної бані така ж, як цільова температура готового продукту, може бути досягнуто дуже точного контролю приготування їжі. Крім того, температура і, таким чином готовність продукту, буде рівномірною по всьому об'єму, навіть у дуже товстих шматках неправильної форми, якщо приготування було достатньо тривалим.
Використання значно нижчих температур, ніж для звичайного приготування їжі, є не менш істотною особливістю сувід, внаслідок цього не руйнуються клітинні мембрани: тому страва виходить набагато соковитішою. У разі приготування м'яса, жорсткий колаген в сполучній тканині може гідролізувати в желатин, при цьому нагрів не настільки високий, щоб білки м'яса денатурували до такої міри, що текстура ущільнюється і витискається волога з м'яса. На відміну від цього, при приготуванні овочів, де надмірна ніжність і м'якість сприймається як перевареність, здатність технології сувід готувати при температурі нижче точки кипіння води дозволяє довести овочі до готовності  (і за потреби пастеризувати) зберігаючи при цьому тверду або злегка хрустку текстуру. У той час як клітинні стінки, як правило, не руйнуються, деполімеризація пектинових полісахаридів, що зв'язують рослинні клітини разом, і/або клейстеризація крохмалю в овочах можуть бути досягнуті без переварювання.
З кулінарної точки зору видалення повітря є вторинним фактором, але воно має практичне значення. Це дозволяє зберігати готову страву, запакованою та охолодженою впродовж тривалого часу, що особливо корисно для підприємств харчування. Крім того, видалення кисню є корисним для продуктів, що потребують тривалого приготування та є чутливими до окислення, наприклад, жир у м'ясі, який може прогіркнути при тривалому контакті з повітрям.

## Переваги та недоліки технології
1. Контрольована температура, яка робить неможливим «переготування» продукту.
2. Можливість готувати одразу декілька окремих порцій.
3. Можливість тривалого зберігання продукту після приготування у тому ж пакеті, у якому він готувався, що дозволяє готувати вдома «на тиждень» і отримувати кожного разу свіжий продукт тієї ж якості, що і попередній.
4. На відміну від традиційного приготування дозволяє приготувати деякі продукти, такі як ціла куряча грудка, неволокнистими і соковитими.
5. Не потребує слідкування за процесом під час приготування. У домашніх умовах це чудова можливість займатися своїми справами, навіть ходити на роботу, поки продукт готується.
6. Вакууматор, також, можна використовувати вдома і для продовження строку зберігання продуктів а також для їх зручного транспортування як от філе риби.
7. Термостат також можна використовувати для пастеризації джемів та інших продуктів у банках та для отримання кисломолочних продуктів — йогуртів, кефірів та інш.
8. Приготовані таким чином продукти зручніше транспортувати, оскільки вони не потребують окремої тари, а також через те, що термін їхнього зберігання значно подовжується.
9. Дозволяє приготувати великі шматки продуктів, які дуже важко приготувати при високій температурі, наприклад відріз м'яса, який неможливо приготувати на мангалі, можна приготувати заздалегідь, взяти на пікнік, де потрібно лише забезпечити скоринку.
10. Вакууматор і пакети можна використовувати для маринування продуктів у вакуумному пакеті.
11. Кількість порцій не впливає на час приготування.

У деяких джерелах можна зустріти думку, про те, що до недоліків технології відноситься необхідність купувати вакууматор та термостат, проте автори рецептів, зазвичай, не наголошують на тому, що необхідно купити плиту, духовку, кавоварку, мікрохвильову піч, блендер, м'ясорубку, каструлі, сковорідки чи холодильник. Вважається, що вони вже «must have» на будь-якій кухні.
Також деякі автори відносять до недоліків технології тривалий час приготування продуктів, проте, варто нагадати про відсутність необхідності контролю та присутності під час приготування на відміну від класичних технологій.

## Температури
Ступінь точності та сталості температури приготування повністю залежить від продукту, який готується. У деяких випадках це не є критичним. 15-міліметрова (0.6 дюйма) риба буде готувати за 17-18 хвилин при будь-якій температурі від 44 °C до 61 °C. Але для яєць, що мають білки, які денатурують при різних температурах, дотримання точної, постійної температури є більш критичним.
Час приготування, не сувід, визначається тим, коли температура в центрі продукту досягає кількох градусів нижче заданої, тоді нагрівання слід негайно зупинити щоб залишкове тепло, за деякий час, довело страву до готовності. Якщо нагрівання триватиме, страва буде перевареною. Приготування сувід продовжується до тих пір, поки в центрі продукту не буде досягнуто заданої температури. Якщо нагрівання продовжуватиметься після цього, страва не буде перевареною, і вона більше не буде готувати після того, як перестане нагріватися. Час, витрачений на досягнення заданої температури в центрі продукту, залежить від початкової температури, товщини та форми продукту, а також від температури водяної бані.
Одним з обмежень технології сувід є те, що утворення «скоринки» (реакція Майяра) відбувається при температурах вище точки кипіння води (100 °C). Аромат та текстура «скоринки», що розвиваються при смаженні чи запіканні, зазвичай розглядаються як дуже бажані при приготуванні певних видів м'яса, наприклад, таких як стейк. Аромат та текстура, отримані шляхом підсмажування, не можуть бути отримані лише методом сувід. У багатьох випадках шеф-кухарі обсмажують м'ясо та інші продукти, перш ніж помістити їх у водяну баню або після приготування сувід, використовуючи такі способи, як гриль або припікання на надзвичайно гарячій сковороді. Це вторинне обсмажування проводиться дуже швидко, а іноді і при більш високій температурі, ніж звичайно, щоб вплинути лише на поверхню продукту та уникнути переварювання всередині. Подібним чином, шкіра риби може бути обсмажена при високій температурі після приготування сувід, щоб зробити її хрусткою.

## Безпечність
Безпечність харчових продуктів залежить як від часу, так і від температури приготування; температура, яка зазвичай вважається недостатньою для забезпечення безпечності продуктів харчування, може бути абсолютно безпечною, якщо підтримувати її досить довго. Наприклад, деякі страви сувід з риби готуються за температури нижче 55 °C. Тим не менш, люди з слабким імунітетом ніколи не повинні їсти їжу, яка не була належним чином термічно оброблена (пастеризована). Жінки, що їдять їжу приготовану сувід, під час вагітності, піддають себе та/або своїх ненароджених дітей ризику і повинні уникнути непастеризованих страв.
Бактерії Clostridium botulinum можуть розвиватися у їжі за відсутності кисню і виробляти смертельний токсин ботулін, тому приготування їжі сувід слід проводити у ретельно контрольованих умовах, щоб уникнути отруєння ботулізмом. Взагалі вважається, що їжа, яка готувалася не більше чотирьох годин є безпечною. Але м'ясо, яке, для того щоб воно стало м'яким, готується тривалий час, повинно досягнути температури щонайменше 55 ° С в протягом чотирьох годин, а потім витримуватись за такої температури достатньо часу, щоб відбулась пастеризація.
Пастеризація вбиває бактерії ботулізму, але спори ботулізму можуть вижити і прорости після охолодження, це залишається проблемою, як і для багатьох термічно оброблених консервованих харчових продуктів. З цієї причини в праці Болдуїна вказуються чіткі параметри охолодження для «холодного приготування», так щоб спори ботулізму не мали можливості розвиватися або розмножуватися. Пастеризовану їжу можна зберігати протягом двох тижнів при температурі близько 3 °C, запакованою у вакуумному пакеті.
Деякі пластикові пакети можуть містити пластифікатори, які виділяються при нагріванні та мають властивості руйнівного впливу на ендокринну систему. Ступінь небезпеки, яку створюють пластифікатори, в разі наявності, суперечлива. Проте через підвищення стандартів для харчових пластмас пластифікатори використовуються рідше, ніж раніше. За словами Болдуїна, пластикові пакети, призначені для приготування сувід, повинні бути харчовими, щоб обмежити міграцію компонентів пластику в їжу. Він додає, що вони також повинні бути жаростійкими з температурою розм'якшення 90 °C, або вище, мати низьку газопроникність, щоб запобігти морозильному опіку, а також мати відповідну механічну міцність.

## Використання

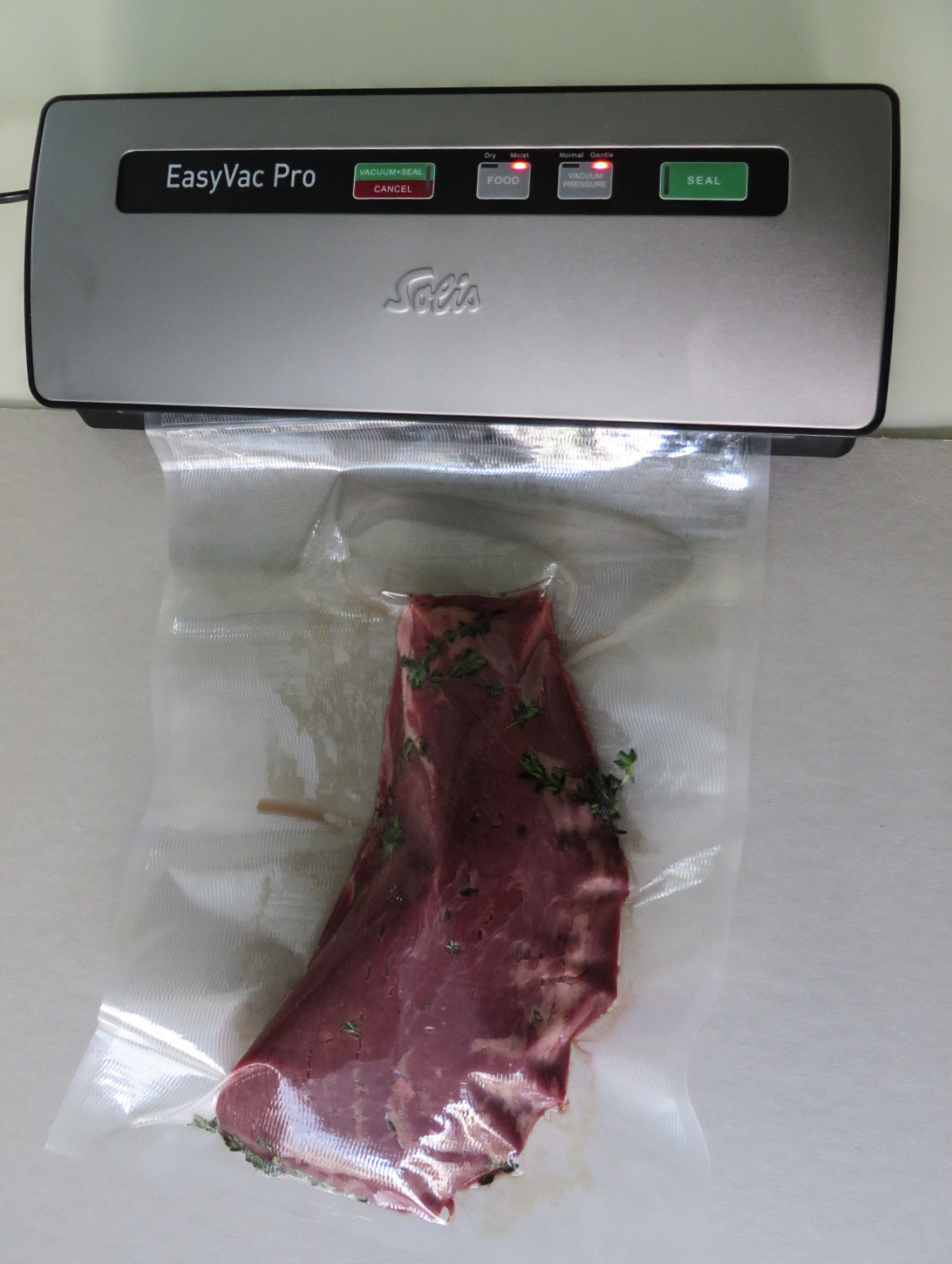
Безкамерний вакуумний пакувальник

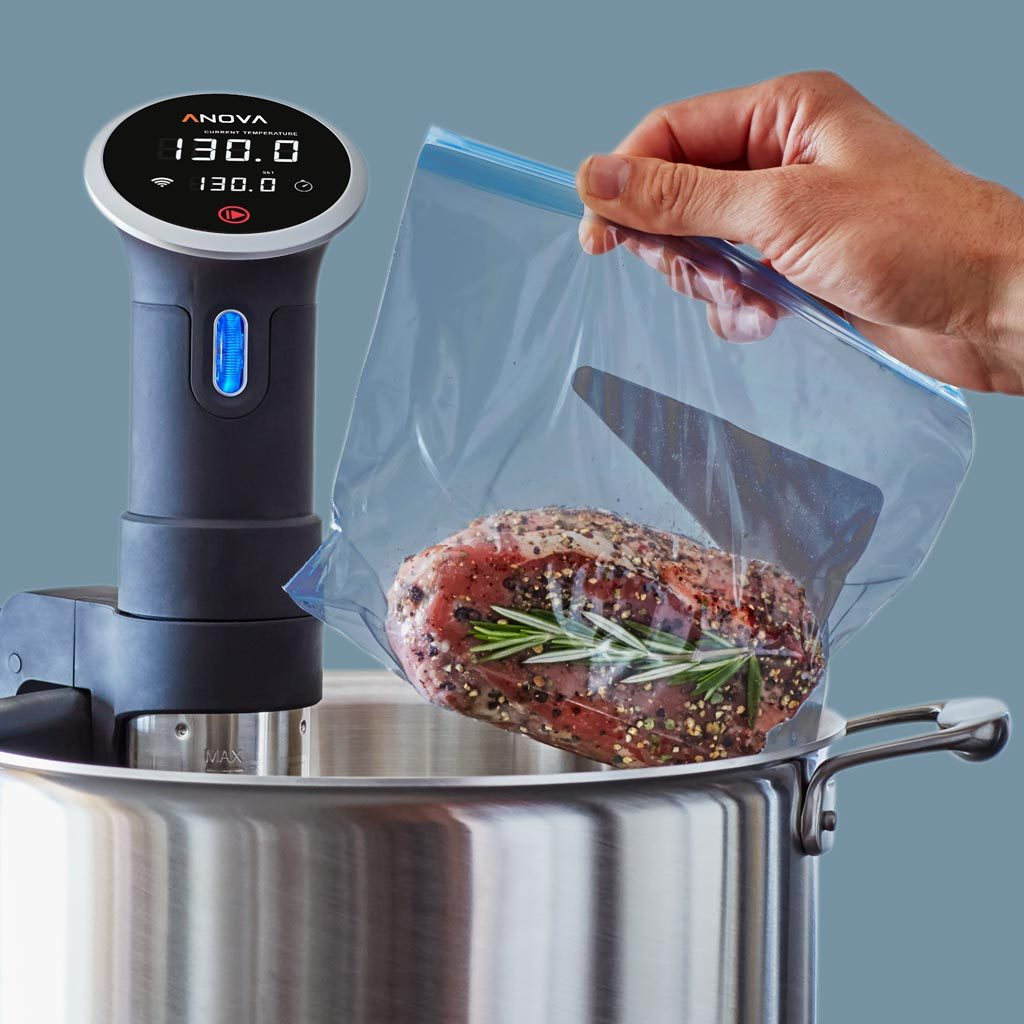
Недорогий пристрій для сувід

Метод сувід використовується шеф-кухарами у багатьох ресторанах високого класу для гурманів, такими як Heston Blumenthal, Michael Carlson, Thomas Keller, Grant Achatz, Ferran Adrià, Joël Robuchon, Philippe Rochat, Alessandro Stratta, Charlie Trotter, Michael Mina та Joan Roca. Amtrak також використовує цей метод для приготування їжі, що подається у їх поїздах, включаючи Acela Express.
Сувід став загальноприйнятим методом приготування на телешоу, таких як Iron Chef America та Top Chef і, навіть, в ресторанах, таких як Panera. Він також використовувався для швидкого виробництва значних об'ємів їжі для людей евакуйованих під час ураганів у США. Непрофесійні кухарі також починають використовувати сувід для приготування їжі.
Спочатку ентузіасти використовували лабораторні термо-іммерсійні циркуляційні нагрівачі, які часто купували на eBay, вони вимагали дуже ретельного очищення, і не були призначені для використання на кухні. Починаючи з 2008 року, Auber Instruments and Fresh Meals Solutions випустили порівняно недорогі, але дуже точні PID-регулятори з під'єднаними термопарами, які можна було використовувати для контролю температури у домашніх рисоварках, тиховарках, електричних мультиварках та аналогічних приладах. Наприкінці 2009 року надійшло у продаж декілька видів приладів, призначених для домашнього використання та дешевших, ніж лабораторне обладнання.
[джерело?]
Більш дорогі, але більш універсальні рішення доступні у вигляді комбінованих пароварок, які поєднують методи конвекції та варіння парою для приготування їжі в єдиному пристрої. Замість водяної бані вони оснащені суворо контрольованими парогенераторними системами (не вимагають використання запакованого пакету). Можна відтворити деякі ефекти методу сувід за допомогою пивного охолоджувача, наповненого гарячою водою, точного термометра, а також ziplock пакетів з видаленим повітрям. Проте теплові втрати, пов'язані з цим методом, роблять його нездійсненним для довготривалого (понад чотири години) приготування.
Sous vide, французькою «під вакуумом», означає, що їжа повинна бути запечатана в полімерний пакет з видаленим повітрям. Але це не зовсім так. Альтернативним є спосіб, коли продукт кладуть у відкритий пакет та частково занурюють його у воду, витісняючи повітря. Цей метод передбачає закріплення відкритої сторони пакету на стінці каструлі, щоб вода не просочилася в пакет. Для цього чудово підходять пакети ziplock. Ідея полягає в тому, щоб продукт повністю контактував з гарячою водою для гарантованого приготування продукту. Проте для приготування овочів сувід суворо рекомендується використовувати вакуумне пакування.
Недорогі пристрої для приготування сувід доступні у формі палиці, яка має затискач, щоб прикріпити його до бічної стінки посудини. Палиці сувід комплектуються нагрівальним елементом, терморегулятором та циркуляційним насосом. Вони доступні в Інтернеті за суму 75 доларів або більше з більш високим ступенем контролю температури води. Пристрої стають все більш зручними, а мобільні додатки підтримують більшість пристроїв, включаючи такі бренди, як Nomiku, Anova Culinary та Joule. Програми допомагають людям на всіх етапах приготування їжі, а деякі пристрої мають інтеграцію з голосовим управлінням. Вони підключені до Wi-Fi, що дає змогу дистанційно керувати пристроєм.